# L-20 (Pakistan)

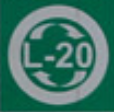

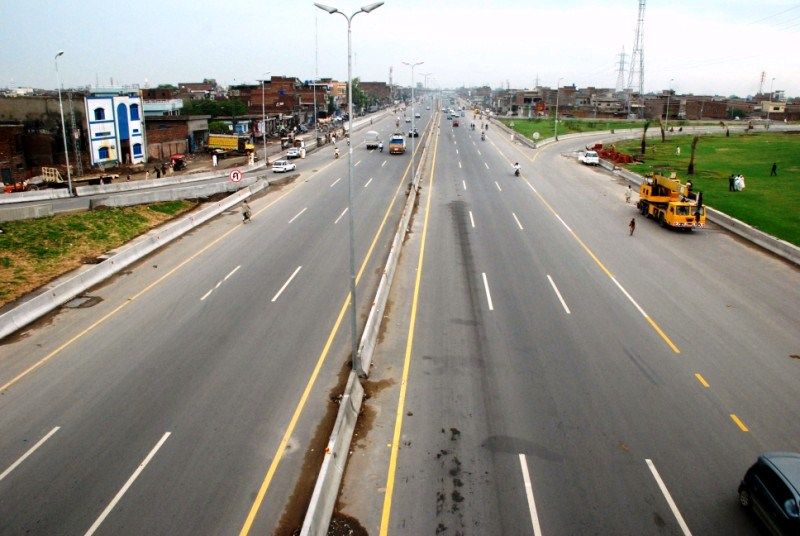

De L-20 of Lahore Ring Road is een autosnelweg in Pakistan. De L-20 vormt een ringweg om Lahore over een afstand van 85 kilometer. De snelweg werd geopend in 2009.
M-1 ·
M-2 ·
M-3 ·
M-4 ·
M-5 ·
M-6 ·
M-7 ·
M-8 ·
M-9 ·
M-10 ·
M-11 ·
M-12 ·
M-13 ·
M-14 ·
M-15 ·
M-16 ·
L-20